# Benjamin Darbelet
Benjamin Darbelet (Digione, 13 novembre 1980) è un judoka francese.
Campione d'Europa nel 2003, alle Olimpiadi del 2004 fu eliminato al secondo turno dal sudcoreano Choi Min-Ho che avrebbe poi vinto la medaglia di bronzo. 
Vinse la medaglia d'argento alle Olimpiadi del 2008, sconfitto nella finale della categoria inferiori ai 66 kg dal detentore del titolo olimpico, il giapponese Masato Uchishiba.

## Palmarès
- Giochi olimpici estivi

2008 - Pechino: argento nella categoria fino a 66 kg.
- Campionati europei di judo

2003 - Düsseldorf: oro nella categoria fino a 66 kg.
2004 - Bucarest: bronzo nella categoria fino a 66 kg.
2005 - Rotterdam: bronzo nella categoria fino a 66 kg.
2006 - Tampere: argento nella categoria fino a 66 kg.
2007 - Belgrado: bronzo nella categoria fino a 66 kg.
- Giochi del Mediterraneo

2001 - Tunisi: oro nella categoria fino a 66 kg.